# (400221) 2007 DR16
(400221) 2007 DR16 es un asteroide perteneciente al cinturón de asteroides, descubierto el 17 de febrero de 2007 por el equipo del Spacewatch desde el Observatorio Nacional de Kitt Peak, Arizona, Estados Unidos.

## Designación y nombre
Designado provisionalmente como 2007 DR16.

## Características orbitales
2007 DR16 está situado a una distancia media del Sol de 3,045 ua, pudiendo alejarse hasta 3,160 ua y acercarse hasta 2,930 ua. Su excentricidad es 0,037 y la inclinación orbital 9,671 grados. Emplea 1941,19 días en completar una órbita alrededor del Sol.

## Características físicas
La magnitud absoluta de 2007 DR16 es 16,2.